# Kloster Mönchsdeggingen

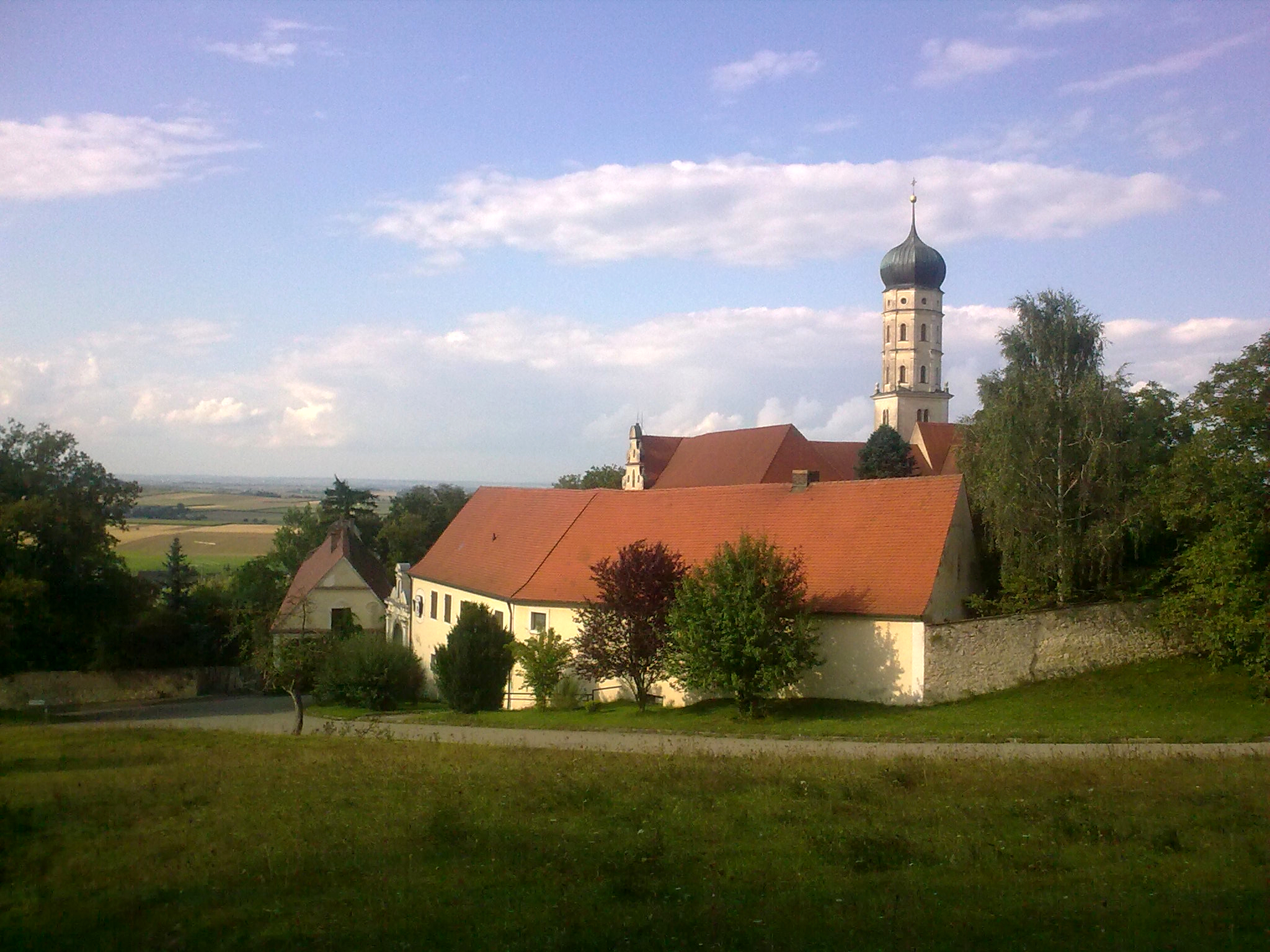
Ansicht des Klosters Mönchsdeggingen

Das Kloster Mönchsdeggingen ist ein ehemaliges Kloster der Mariannhiller Missionare in Mönchsdeggingen bei Nördlingen am südlichen Riesrand in Bayern in der Diözese Augsburg.

## Geschichte
Das St. Martin geweihte Kloster wurde im 10./11. Jahrhundert durch das Herrscherhaus der Ottonen – Vorfahren Kaiser Heinrichs II. – gegründet. Zunächst war es bis 1138 ein Benediktinerinnenkloster, 1142 erfolgte die Umwandlung in ein Mönchskloster der Benediktiner. Das 1512/13 abgebrannte Kloster wurde unter Abt Alexander Hummel wieder neu aufgebaut, die Wallfahrtskirche später barock umgestaltet.
Das Benediktinerkloster wurde 1802 im Zuge der Säkularisation aufgelöst. Der Besitz des Klosters ging an die Fürsten von Oettingen-Wallerstein über. Die Mönche durften bis 1807 bleiben. 1950 übernahm die Kongregation der Missionare von Mariannhill das Kloster als Noviziat für die angehenden Priester. Zwischenzeitlich war auch das Generalat des Ordens hier untergebracht, das seit 1970 in Rom ansässig ist. Mit dem Wegzug des letzten Mitbruders 2009 wurde das Kloster endgültig aufgelöst. Die Klosterkirche und der Friedhof gingen in das Eigentum einer Kirchenstiftung über, die beides weiter betreibt. Die übrigen Klostergebäude wurden 2017 zur Umwandlung in Privatwohnungen an einen Investor verkauft.